# バタリアン
バタリアン（Battalion、原題:The Return of the Living Dead）は、1985年から2006年までアメリカで製作されたホラー映画で、コメディ要素も持ち合わせているシリーズ作品である。

## 概要
本作は、ゾンビ映画の記念碑的作品である『ナイト・オブ・ザ・リビングデッド』のパロディとなっている。「ホラー映画」というジャンルに分類されてはいるが、コメディ要素が盛り込まれている。邦題の「バタリアン（Battalion）」は、日本の配給会社の東宝東和による日本独自のもので、英語で「大隊」や「大群」の意。この邦題を元に、「オバタリアン」という流行語も生まれた。
本作においては“『ナイト・オブ・ザ・リビング・デッド』で描かれている出来事は事実だった”と設定されている。本シリーズのゾンビは、トライオキシン245という化学兵器により死体が蘇生しゾンビ化するというもので、頭部を破壊したり、燃やすことで撃退できるという従来の方法論は一切通用しない（ただし、作品によって微妙に設定が異なる）上に、会話も可能で、無線機を使用して人をおびき出すなどある程度の知能が残されているのが特徴である。
登場するゾンビにはコールタール漬けにされていた「タールマン」など強い個性や名前がある。さらに、半身だけの老女ゾンビ「オバンバ」など、日本公開版では東宝東和が原文にはない台詞やキャラクター名などを独自に意訳しており、キャラクター性が特に強く描かれている。なお、本シリーズは作品毎に製作会社が違うが、これは本シリーズに限らず、シリーズ物のホラー映画においては比較的多く見られる特徴でもある。

### シリーズ
- 第１作 『バタリアン』（1986年公開）
- 第２作 『バタリアン２』（1987年公開）
- 第３作 『バタリアン リターンズ』 ※日本未公開
- 第４作 『バタリアン４』（2006年公開）※米TVムービー
- 第５作 『バタリアン５』（2006年公開）※米TVムービー

## バタリアン
バタリアン（Battalion、原題:The Return of the Living Dead）は、1985年にアメリカ合衆国で製作されたホラー映画で、コメディ要素も持ち合わせている。
オライオン・ピクチャーズ製作、1985年（日本では1986年）公開。『ナイト・オブ・ザ・リビングデッド』へのオマージュが随所に見られ、ゾンビ映画好きにとって笑えるパロディが盛り込まれている。ラジオCMは「あたしオバンバ、あなたの脳味噌食べさせて〜」というものだった。「バイオSFX方式上映」で公開されると宣伝広告されていた。
日本公開時、地方では「コマンドー」（20世紀フォックス）と同時上映された。

### ストーリー
アメリカ合衆国ケンタッキー州ルイビルにあるユニーダ医療会社で働くこととなったフレディは、先輩社員のフランクから、軍の失態によって会社の倉庫にゾンビが保管されている事を知らされる。2人がそのゾンビの密封されたドラム缶を戯れに叩いてみたところ、突然そこから緑色のガスが噴き出した。
ガスは“死体を蘇らせてゾンビ化させる”という化学兵器「トライオキシン245」だったため、倉庫に保管されていた解剖実習用の死体がゾンビとなり、フレディとフランクは社長のバートを呼んで、3人がかりでどうにかゾンビを取り押さえる。
バートはゾンビを秘密裏に処理しようと、近所で葬儀屋を営む友人のアーニーの元へゾンビを持ち込み、焼却することにした。しかし、焼却炉の煙突から立ち昇った煙は雨雲を呼び、近くの墓地に染み込んだ雨水は死体を次々とゾンビにしていく。そして、ガスを浴びたフレディとフランクも……。

### スタッフ
- 監督・脚本 - ダン・オバノン
- 製作 - トム・フォックス
- 原案 - ジョン・A・ラッソ、ルディ・リッチ
- 撮影 - ジュールス・ブレンナー
- 音楽 - マット・クリフォード

### キャスト
| 役名             | 俳優                                    | 日本語吹替                                        |
| ---------------- | --------------------------------------- | ------------------------------------------------- |
| バート           | クルー・ギャラガー                      | 小林修                                            |
| フランク         | ジェームズ・カレン                      | 藤本譲                                            |
| アーニー         | ドン・カルファ                          | 富田耕生                                          |
| フレディ         | トム・マシューズ                        | 樋浦勉                                            |
| ティーナ         | ビバリー・ランドルフ                    | 吉田美保                                          |
| チャック         | ジョン・フィルビン                      | 塩沢兼人                                          |
| ケーシー         | ジュエル・シェパード                    | 小山茉美                                          |
| スパイダー       | ミゲル・A・ヌネス・ジュニア             | 二又一成                                          |
| スクーズ         | ブライアン・ペック                      | 堀内賢雄                                          |
| トラッシュ       | リネア・クイグリー                      | 勝生真沙子                                        |
| スーサイド       | マーク・ヴェンチュリニ                  | 屋良有作                                          |
| グローバー大佐   | ジョナサン・テリー                      | 納谷悟朗                                          |
| 大佐の妻         | キャスリーン・コーデル                  | 沼波輝枝                                          |
| タールマン       | アラン・トラウトマン ロバート・ベネット | 島香裕                                            |
| オバンバの声     | チェリー・デイヴィス                    | 片岡富枝                                          |
| 役不明又はその他 |                                         | 納谷六朗 村山明 伊井篤史 川口明美 大塚芳忠 谷口節 |

- 日本語吹替：初回放送、日本テレビ1987年6月5日『金曜ロードショー／最新ショック＆ホラー超ヒット作TV初登場「バタリアン」今夜あの有名人？オバンバ登場 もう限界ですー』※HDリマスター版DVD、Blu-ray収録

翻訳：たかしまちせこ 日本語版制作：ニュージャパンフィルム

### その他
- 核砲弾 - 劇中で登場する核兵器。

## バタリアン2
原題はReturn of the Living Dead Part II。ロリマー・プロダクション製作、1987年公開。人気を博した第一作に続いて、2作目である『バタリアン2』が作られた。主人公を小学生の少年に設定し、キャラクター性の強く愛嬌のあるゾンビが多く登場させるなど、子供向けホラーコメディに仕上がっている。ストーリーはほぼ1作目と同じであるが、破滅的な結末だった1作目と違い、ハッピーエンドとなっている。

### ストーリー
1台の米陸軍の軍用トラックが走行中、橋の段差を乗り越えた弾みで積荷の複数のドラム缶を落とし走り去っていった。その中身は、死体をゾンビ化させてしまうトライオキシンであった。それを見つけたジェシーら3人の少年。うちいじめっ子のビリーたち2人がドラム缶の管理ボタンを勝手にいじり、噴出したガスを浴びてしまう。ガスを浴びた少年はゾンビ化していき、ガスは墓場へ。地中へ染み出したガスにより、死者たちが次々とゾンビとして蘇っていく。
墓荒らしをしていたエドとジョーイはジェシーの家へ逃げ込むが、ガスを浴びていたため次第に体調が悪くなっていく。ジェシーは姉のルーシー、ジェシーの家を訪れていた電気工事士のトムと共に、エドとジョーイをマンデル医師の元へ連れて行こうとするが、街中にはゾンビが溢れ出しはじめていた。

### スタッフ
- 監督 - ケン・ウィーダーホーン（英語版）
- 製作 - トム・フォックス、 ウィリアム・Ｓ・ギルモア
- 脚本 - ケン・ウィーダーホーン
- 撮影 - ロバート・エルスウィット
- 音楽 - J・ピーター・ロビンソン（英語版）、ウラジミール・ホルンツィ

### キャスト
| 役名         | 俳優                     | 日本語吹替 |
| ------------ | ------------------------ | ---------- |
| ジェシー     | マイケル・ケンワーシー   | 井上瑤     |
| ルーシー     | マーシャ・ディートレイン | 水谷優子   |
| トム         | ダナ・アシュブルック     | 山寺宏一   |
| ジョーイ     | トム・マシューズ         | 樋浦勉     |
| エド         | ジェームズ・カレン       | 藤本譲     |
| マンデル医師 | フィリップ・ブランズ     | 滝口順平   |
| ブレンダ     | スザンヌ・スナイダー     | さとうあい |
| オバンバの声 |                          | 片岡富枝   |

- 日本語吹替：初回放送、日本テレビ1989年6月2日『金曜ロードショー』
  - 翻訳：高橋京子 日本語版制作：ニュージャパンフィルム

## バタリアン リターンズ
原題はReturn of the Living Dead 3。トライマーク・ピクチャーズ製作、1993年公開。日本では劇場未公開のシリーズ第3作。『バタリアン3』ではなく、『バタリアン リターンズ』のタイトルでビデオスルーされた。コメディ要素が抑えられ、恋愛要素を盛り込んだシリアス路線となるなど、以前の作品とは一線を画したものとなっている。

### ストーリー
カートは恋人であるジュリーをバイク事故で亡くしてしまう。カートの父は科学者で、軍の研究施設で死体をゾンビ化させる化学物質・トライオキシンを化学兵器として転用する極秘の研究を行っていた。その事を知るカートは施設に忍び込み、トライオキシンを使ってジュリーを蘇生させるが、蘇ったジュリーは人を襲い出してしまう……。

### スタッフ
- 監督 - ブライアン・ユズナ
- 製作 - ゲイリー・シュモーラー、 ブライアン・ユズナ
- 脚本 - ジョン・ペニー
- 撮影 - ジェリー・リヴリー
- 音楽 - バリー・ゴールドバーグ

### キャスト
| 役名                 | 俳優                      |
| -------------------- | ------------------------- |
| カート・レイノルズ   | J・トレヴァー・エドモンド |
| ジュリー・ウォーカー | ミンディ・クラーク        |
| ジョン・レイノルズ   | ケント・マッコード        |
| シンクレア           | サラ・ダグラス            |
| ペック               | ジェームズ・T・キャラハン |
| ミンディ             | アビゲイル・レンツ        |
| フィリップ           | サル・ロペス              |

## バタリアン4
原題はReturn of the Living Dead: Necropolis。ルーマニアとウクライナで製作、2005年（日本では2006年）公開。前作の『バタリアン リターンズ』から、12年ぶりに製作された。本作は、バタリアンの基本的な設定を引き継ぎ、ティーンエイジャー映画としての要素を盛り込んでいる。また､本作は映画としては世界で初めて実際にチェルノブイリでのロケ撮影が行われている。
アメリカでは2005年10月15日にケーブルテレビのSFチャンネルで初放送され、2006年4月18日にR指定版のDVDが発売された。

### ストーリー
軍が極秘に開発した化学兵器トライオキシン5は、幾度もゾンビの発生事故を起こしたために全て廃棄処分となる。しかし、その一部が巨大複合企業ハイブラテック社の手に渡り、秘密裏に兵器としての研究が続けられることになった。
叔父であり、ハイブラテック社に勤務する科学者のチャールズと同居する高校生のジュリアンは、モトクロスで転倒事故を起こした友人のジークが死亡したと聞かされる。しかし、友人のケイティからハイブラテック社に運び込まれるジークの姿を見たと伝えられ、ゾンビ化実験の事実を知ることになる。ジュリアンは仲間とハイブラテック社の研究所へジークの救出に向かうのだが……。

### スタッフ
- 監督 - エロリー・エルカイェム（英語版）
- 製作総指揮 - ウラジミール・ドスタル、トム・フォックス、ニコライ・マカロフ
- 製作 - アナトリー・フラディス、スティーブ・スカルドゥッツィオ
- 脚本 - ウィリアム・バトラー（英語版）、アーロン・ストロンゴーニ
- 撮影 - ガブリエル・コサス
- 音楽 - ロバート・ダンカン（英語版）

### キャスト
| 役名                   | 俳優                          | 日本語吹替 |
| ---------------------- | ----------------------------- | ---------- |
| チャールズ             | ピーター・コヨーテ            | 小田桐一   |
| ジュリアン・ギャリソン | ジョン・キーフ                | 内田夕夜   |
| ケイティ・ウィリアムズ | ジャナ・クレイマー            | 岡寛恵     |
| ベッキー               | エイミー=リン・チャドウィック | 加納千秋   |
| コーディ               | コリー・ハードリクト          | 樫井笙人   |
| ジーク・ボーデン       | エルヴィン・ダンデル          | 西凜太朗   |
| ジェイク・ギャリソン   | アレクサンドル・ジョアナ      | 庄司由季   |
| カルロス               | トマ・ダニラ                  | 佐藤せつじ |
| ミミ・ロメロ           | ダイアナ・マンテーニュ        | ちふゆ     |
| ヘクター               | セルバン・ジョルゲヴィッチ    | 一馬芳和   |
| ボリス                 | ゲル・ニトゥ                  | 中村浩太郎 |
| クラスティ             | ボリス・ペトロフ              | 赤城進     |
| ダレン                 | ラズヴァン・オプレア          | 中國卓郎   |
| レイバーン先生         | ナタリー・エスター            | 橘凜       |

## バタリアン5
原題はReturn of the Living Dead: Rave to the Grave。前作同様、ルーマニアとウクライナで製作、2006年日本公開。前作で生き残った高校生たちが大学生となっており、『バタリアン4』の直接的な続編にあたる。前作でヒロインを演じていたジャナ・クレイマーが急病で降板したため、新たなヒロインとしてジェニー・モーレンが起用された。また本作において、かつて人気を博したゾンビ「タールマン」が復活している。
アメリカでは2005年10月15日、前作『バタリアン4』と共にケーブルテレビのSFチャンネルで初放送。2007年3月20日にR指定版のDVDが発売された。

### ストーリー
ハイブラテック社の研究所でのゾンビとの戦いで生き残ったジュリアンは大学生になっていた。
ある日、ジュリアンは叔父のチャールズが地下室に隠していたドラム缶に入ったトライオキシン5を見つける。化学に詳しい友人のコーディに調べてもらったところ、トライオキシン5はドラッグに転用できる事が判明。コーディは密かにトライオキシン5を使ってZ（ズィー）というドラッグを作り出し、大勢の学生たちに売りさばいていく。やがてZは学生の間に広まっていき、次々とゾンビを生み出していく……。

### スタッフ
- 監督 - エロリー・エルカイェム
- 製作総指揮 - ウラジミール・ドスタル、トム・フォックス、ニコライ・マカロフ
- 製作 - アナトリー・フラディス、スティーブ・スカルドゥッツィオ
- 脚本 - ウィリアム・バトラー、アーロン・ストロンゴーニ
- 撮影 -  トーマス・キャラウェイ
- 音楽 - ロバート・ダンカン、ラルフ・リッカーマン

### キャスト
| 役名                   | 俳優                                           | 日本語吹替 |
| ---------------------- | ---------------------------------------------- | ---------- |
| ジュリアン・ギャリソン | ジョン・キーフ                                 | 内田夕夜   |
| ジェニー               | ジェニー・モーレン                             | 石塚理恵   |
| ベッキー               | エイミー=リン・チャドウィック                  | 加納千秋   |
| コーディ               | コリー・ハードリクト                           | 樫井笙人   |
| チャールズ             | ピーター・コヨーテ                             | 小田桐一   |
| アルド・セラ           | クローデュ・ブリュオント                       |            |
| ジーノ                 | ソリン・コシス                                 |            |
| ジェレミー             | ケイン・マノリ（ケイン・ミネア・マノリュ名義） |            |
| タールマン             | アラン・トラウトマン                           |            |

### 第1作
- バタリアン - allcinema
- バタリアン - KINENOTE
- The Return of the Living Dead - オールムービー（英語）
- The Return of the Living Dead - IMDb（英語）

### 第2作
- バタリアン - IMDb（英語）

### 第3作
- バタリアン - IMDb（英語）
- バタリアン - オールムービー（英語）
- Return of the Living Dead 3  at Rotten Tomatoes

### 第4作
- バタリアン - IMDb（英語）
- バタリアン - オールムービー（英語）
- バタリアン - Rotten Tomatoes（英語）

### 第5作
- バタリアン - IMDb（英語）
- Return of the Living Dead: Rave to the Grave at Rotten Tomatoes